# Wang Hong (Xin)

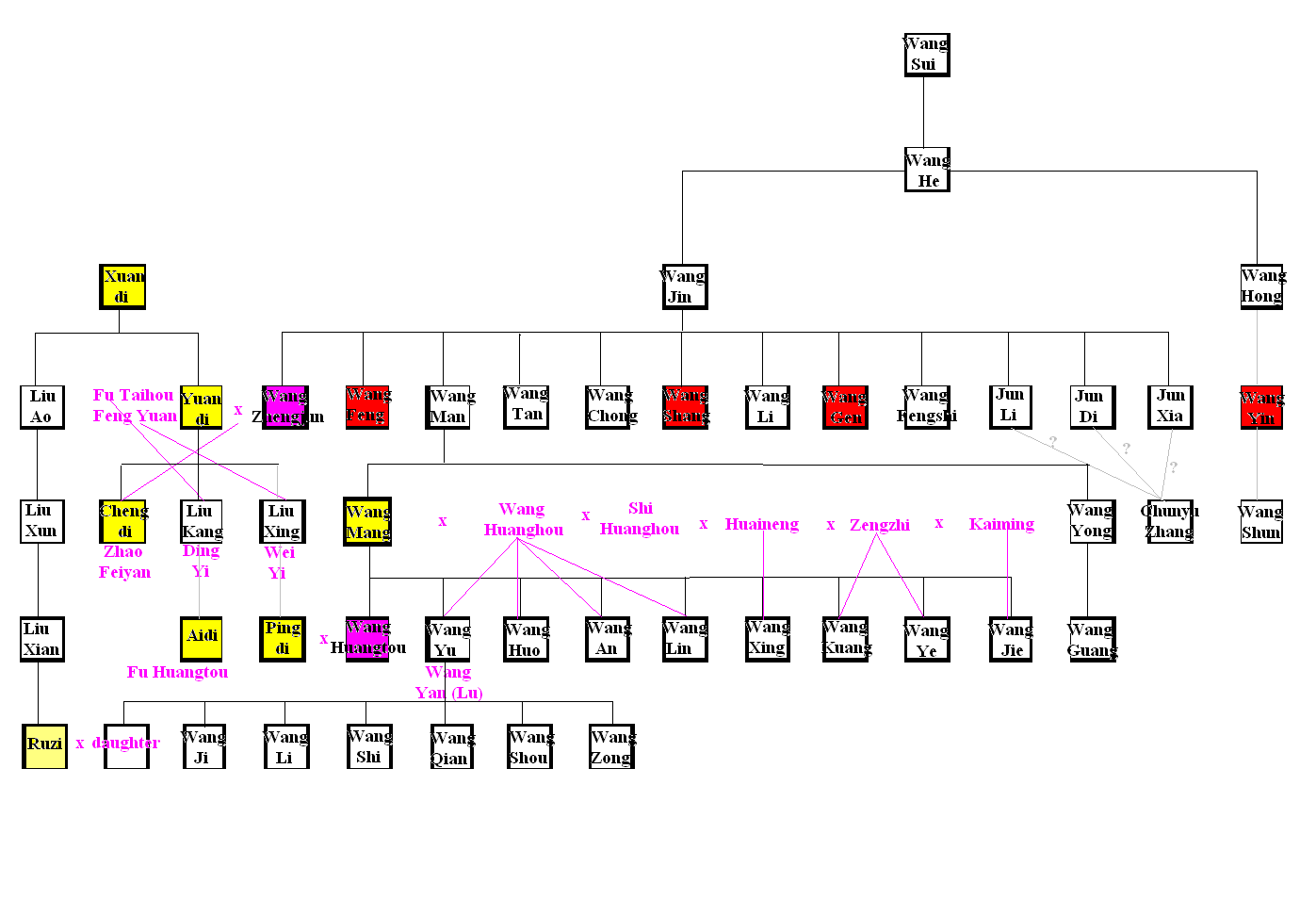
Stamboom van de familie Wang

Wang Hong was een Chinese functionaris uit de eerste eeuw v.Chr. die tot de familie van keizer Wang Mang behoorde. Hij was een (jongere) zoon van Wang He en daarmee oom van keizerin Wang Zhengjun. Dankzij haar invloed werd hij benoemd tot toezichthouder over de garde van het Changle paleis (Changle Weiwei, 長樂衛尉). Wang Hong was de vader van Wang Yin, die in 22 v.Chr. opperbevelhebber (Da Sima, 大司馬) werd en daarmee de belangrijkste functionaris van dat moment.